# Barraca de la Rafela
La Barraca de la Rafela és una barraca de vinya de Calafell (Baix Penedès) protegida com a Bé Cultural d'Interès Local.

## Descripció
Es tracta d'un edificació d'ús agrícola de planta circular, amb un sol espai interior, situada a tocar d'un marge, que aprofita el desnivell del terreny. La volta està totalment enrunada i la porta, que no ha pogut ser localitzada, molt probablement és a la cara sud.
Els murs i la volta són fets amb peces irregulars de pedra unides en sec amb l'ajut de falques, també de pedra, de dimensions més petites. Els murs tenen un rebliment de pedruscall.